# 日高薫
日高 薫 (ひだか かおる、1985年11月6日-) は、埼玉県川越市生まれのファッションモデル。フロント（エスプリ・ディヴィジョン）所属。

## 略歴
2004年3月、西武台高等学校卒業。
2000年、集英社のハイティーン向けファッション誌『セブンティーン』主催・一般公募のオーディション
「ミスセブンティーン2000」受賞をきっかけにモデルを始める。
2004年8月に集英社から創刊されたファッション誌『PINKY』でもレギュラーモデルとして登場していた。
着物モデルとしても「京都着物友禅」のCMやカタログに登場している。
2015年10月に一般男性と入籍し、2016年に第1子妊娠。

## 人物
- 生年月日 : 1985年11月6日
- 血液型 : O型
- 埼玉県出身
- サイズ : T170/ B78/ W59 / H87/ S24.5
- 特技 : 料理、バスケット・ボール、マッサージ、書道
- 趣味 : プリクラ

## 出演

### ファッション誌
- 集英社SEVENTEEN専属モデル
- 集英社PINKYモデル

### CM
- NTT DoCoMo中国 505iS CM（'03 12/20~1クール）
- トリンプ「AMO'S STYLE」 CM（'03.12/1〜12/31）
- 京都着物友禅CM（'04.8/6〜9/20）
- 花王「キュレル」（2005年~2006年）

### カタログ、ポスター
- 労働災害防止キャンペーン・ポスター（'03.12/1~'04.1/15）
- イーストボーイ店頭 2004秋カタログ、ポスター
- 京都着物友禅カタログ